# 文茨皮爾斯市鎮
文茨皮爾斯市鎮是拉脫維亞的市镇，設立於2009年，位於該國西部，濒临波罗的海，行政中心为文茨皮尔斯（为独立的国家级城市，不在本市镇辖区内）。市镇面積为2,458.58平方公里，人口数量为10,777人（2021年）。